# Radio ABC
Radio ABC ist ein dänisches Privatradio in Randers und sendet in ganz Mitteljütland über UKW.
Gegründet wurde Radio ABC 1988. Das Hauptprogramm besteht aus neuen Pop- und R&B-Titeln, teilweise auch Dance bzw. Dance-Remixes.
Der Umfrage von TNS Gallup zufolge ist ABC der fünftgrößte lokale Radiosender in Dänemark mit 152.000 Hörern wöchentlich (2. und 3. Quartal 2015). Die gleiche Analyse ergab einen Marktanteil von 4,9 Prozent im Sendegebiet.
Zur Radio ABC-Gruppe gehören die Schwesterprogramme Radio Alfa und Radio Solo FM, außerdem die kleinen Lokalstationen Radio Skive und go!FM (Aarhus). Schließlich ist die ABC-Gruppe für den technischen Betrieb von Radio Silkeborg und Radio M (Herning) zuständig.
Die Sendergruppe gehört zum regionalen Medienkonzern Syddanske Medier, der auch das Privatradio Skala FM betreibt und die Regionalzeitung JydskeVestkysten herausgibt.